# Puerto Portals

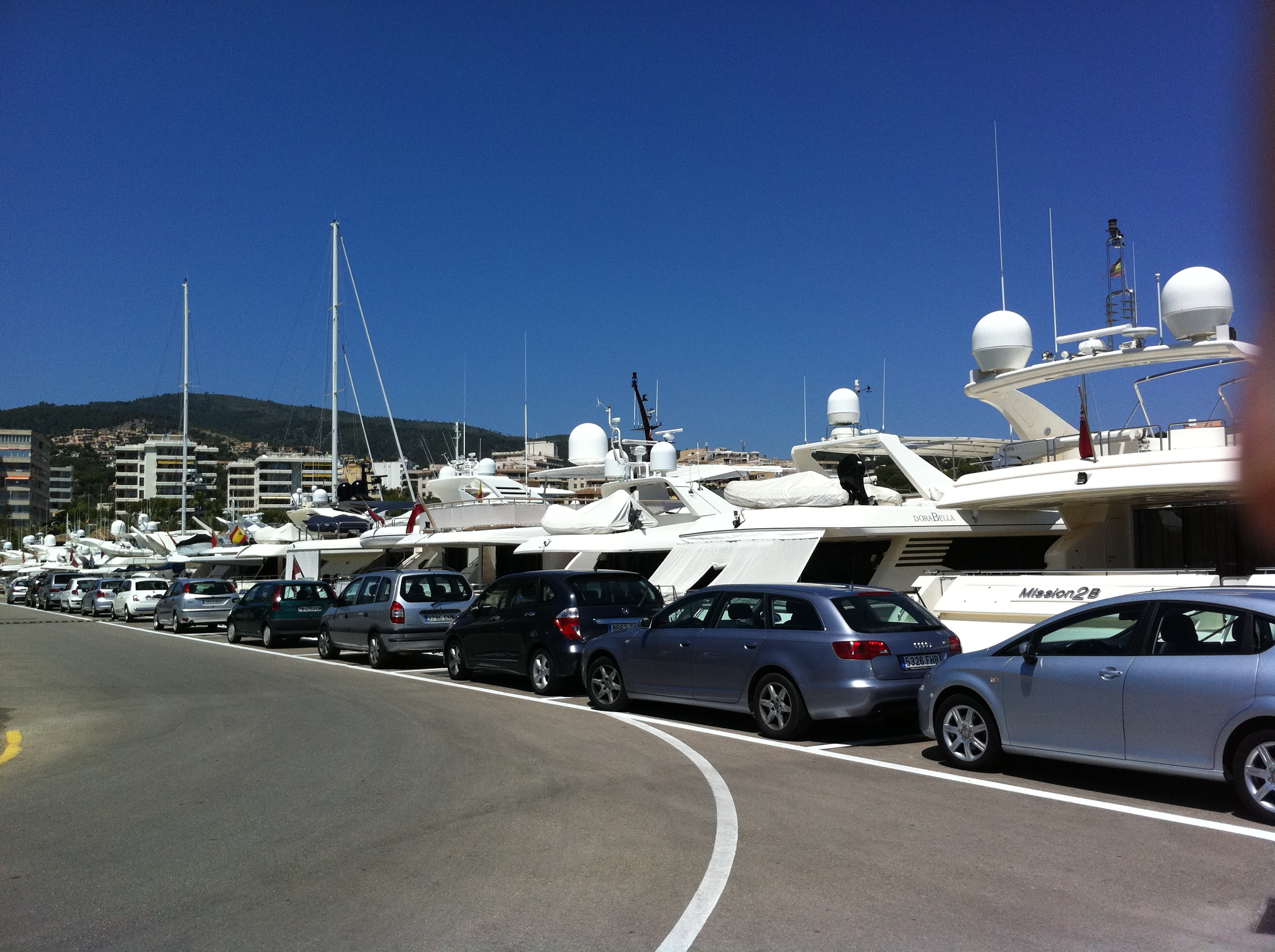
Yachthafen Puerto Portals (Kai Ostseite)

Der Hafen Puerto Portals ist ein Yachthafen im Ortsteil Portals Nous in der Gemeinde Calvia auf der Baleareninsel Mallorca. 
Der Yachthafen befindet sich rund  15 Kilometer vom Flughafen Palma de Mallorca entfernt. Puerto Portals ist bekannt als Treffpunkt von Geschäftsleuten, Prominenten und Mitgliedern der spanischen Königsfamilie während ihrer Sommeraufenthalte im Palacio de Marivent.

## Geschichte
Die ursprüngliche Hafenanlage stammt aus dem Jahre 1932.  1981 wurde die Konzession als Yachthafen Puerto Portals an die deutsche Unternehmerfamilie Graf, Inhaber bekannter Elektromarken, vergeben. Die gegründete Gesellschaft Puerto Punta Portals S.A. als Betreiber baute den Hafen aus und eröffnet im Jahr 1986 offiziell den Yachthafen.  Die Konzession wurde durch den Ministerrat der Baleraen für einen Zeitraum von 50 Jahren gewährt.

## Hafeneinrichtung
Der Innenhafen von Puerto Portals ist durch zwei Wellenbrecher von der Meeresseite geschützt. Insgesamt verfügt der Port über 670 Liegeplätze für Schiffe mit einer Länge von 8 bis 80 m. Auf der angrenzenden Grundstücksfläche von 8,5 ha befinden sich technische Dienstleistungsunternehmen für Boote, mehrere Restaurants, Boutiquen und ein Hotel. Einige der Restaurants zählen zu den exklusivsten der Insel.

## Verkehrsanbindung
Seit März 2007 ist die Autopista Ma-1 von Andratx nach Palma fertiggestellt. Diese führt am Hafen vorbei, so dass es eine schnelle Verbindung in die Inselhauptstadt und zum Flughafen gibt. Das Zentrum von Palma ist etwa 12 Kilometer, das Zentrum von Andratx etwa 20 Kilometer entfernt.